# 미사사정 (히로시마현)
미사사정(三篠町)은 히로시마현 아사군에 설치되었던 정이다. 1889년의 정촌제 시행에 의해 미사시촌이 성립하여, 1907년에 정으로 승격해 미사사정이 되어, 1929년 4월 1일, 히로시마시에 편입, 합병되어  소멸하였다.